# Avesnes-les-Aubert
Avesnes-les-Aubert – miejscowość i gmina we Francji, w regionie Hauts-de-France, w departamencie Nord.
Według danych na rok 1990 gminę zamieszkiwało 3848 osób, a gęstość zaludnienia wynosiła 427 osób/km² (wśród 1549 gmin regionu Nord-Pas-de-Calais Avesnes-les-Aubert plasuje się na 233. miejscu pod względem liczby ludności, natomiast pod względem powierzchni na miejscu 381.).